# Thermodynamischer Grenzfall
Der Thermodynamische Grenzfall oder Thermodynamischer Limes ist ein zentraler Begriff aus der Statistischen Physik, der die Verbindung zwischen Statistischer Mechanik und Thermodynamik herstellt. Es handelt sich dabei um das Grenzverhalten der Eigenschaften eines Systems, das im Rahmen der Statistischen Physik beschrieben ist, wenn dieses System stark vergrößert wird. Mathematisch vollzieht man den thermodynamischen Limes, indem man eine asymptotische Entwicklung vornimmt.
Der Thermodynamische Limes lässt die Teilchenzahl {\displaystyle N} sowie das Volumen {\displaystyle V} so gegen unendlich gehen, dass die Dichte {\displaystyle N/V} konstant bleibt:
{\displaystyle {\begin{aligned}&N\to \infty ,\\&V\to \infty \\{\text{mit}}\quad &N/V={\text{const}}\end{aligned}}}
Die wichtigste Eigenschaft des Thermodynamischen Grenzfalls ist in vielen Fällen das Verschwinden der statistischen Fluktuationen von Messgrößen. Dies erlaubt es, von einem System mit thermodynamischen Zustandsgrößen (und Werten für diese) zu sprechen. Die Thermodynamik kann somit als Thermodynamischer Grenzfall der Statistischen Mechanik verstanden werden.

## Beispiel: Ideales Gas
Im kanonischen Ensemble eines klassischen einatomigen idealen Gases unterliegt die Energie eines einzelnen Gasatoms einer Zufallsverteilung mit Mittelwert
{\displaystyle \langle E_{1}\rangle =3/2\cdot k_{\mathrm {B} }\cdot T}
und Varianz
{\displaystyle \langle E_{1}{}^{2}\rangle -\langle E_{1}\rangle ^{2}=3/2\cdot \left(k_{\mathrm {B} }\cdot T\right)^{2}}
mit
- {\displaystyle k_{\mathrm {B} }} für die Boltzmann-Konstante
- {\displaystyle T} für die Temperatur.[3]

Da die Atome des idealen Gases voneinander unabhängig sind, ergeben sich Mittelwert und Varianz eines Systems aus {\displaystyle N} Gasatomen nach dem zentralen Grenzwertsatz jeweils als das {\displaystyle N}-fache des entsprechenden Wertes für ein Teilchen.
Im thermodynamischen Grenzwert verschwindet die relative Breite der Energieverteilung (Quotient aus Standardabweichung und Erwartungswert):
{\displaystyle \lim _{N\to \infty }{\frac {\sqrt {N\cdot \left(\langle E_{1}{}^{2}\rangle -\langle E_{1}\rangle ^{2}\right)}}{N\cdot \langle E_{1}\rangle }}=0}
Aus diesem Verschwinden der (relativen) statistischen Unsicherheit der Energie folgt die aus der Thermodynamik des Idealen Gases bekannte Relation
{\displaystyle E={\frac {3}{2}}\cdot N\cdot k_{\mathrm {B} }\cdot T},
in der die Gesamtenergie {\displaystyle E} des {\displaystyle N}-Teilchen-Systems nicht mehr eine Zufallsvariable, sondern eine Zustandsgröße mit eindeutigem Wert ist.

## Einordnung in die Physik
Der Thermodynamische Grenzfall ist innerhalb der Statistischen Physik von prinzipieller Bedeutung, da seine Existenz die Anwendbarkeit der Thermodynamik sichert. Außerhalb der Statistischen Physik wird die Anwendbarkeit der Thermodynamik, und damit implizit die Existenz des Thermodynamischen Grenzfalls, oft schlicht angenommen oder hat sich in der Praxis als hinreichend gut erfüllt erwiesen. Trotz seiner wichtigen Rolle in der Statistischen Physik spielt der Thermodynamische Grenzfall daher in den meisten Gebieten der Physik (oder in anderen Wissenschaften) praktisch keine Rolle.

### Phasenübergänge
In der Theorie der Statistischen Physik der Phasenübergänge gilt: Phasenübergänge existieren nur im Thermodynamischen Grenzfall; endlich große Systeme können keine Phasenübergänge haben. In der Praxis ist das Verhalten von Vielteilchensystemen oft bereits so ähnlich dem Verhalten im Thermodynamischen Grenzfall, dass Unterschiede zu diesem weit unterhalb der experimentellen Messgrenzen liegen. Das Verhalten eines solchen Systems ist also nicht unterscheidbar vom Grenzverhalten. Man spricht daher in solchen Fällen trotz Endlichkeit des Systems von einem Phasenübergang.

### N-Teilchen-Computersimulationen
Im Gegensatz zu experimentellen Systemen werden Computersimulationen aufgrund technischer Einschränkungen (wie Speicherplatz und Rechenzeit) oft für Systemgrößen durchgeführt, deren Verhalten sich noch deutlich vom Thermodynamischen Grenzfall unterscheidet. So stellt sich im Zusammenhang mit der computerbasierten Analyse von Phasenübergängen das Problem, dass existierende Phasenübergänge in einer Simulation möglicherweise nicht zu erkennen sind. Umgekehrt stellt sich das Problem, dass in einer Simulation gesehene Anzeichen für einen Phasenübergang möglicherweise im Thermodynamischen Grenzfall nicht Bestand haben – der Phasenübergang kann beispielsweise bei einer anderen Temperatur liegen oder gar nicht existieren.
In Simulationen, die von der benötigten Rechnerleistung her nicht zu aufwändig sind, wird daher oft Finite-size Scaling verwendet (deutsch etwa skalieren endlicher Systemgrößen). Dabei werden äquivalente Systeme unterschiedlicher (aber insgesamt noch geringer) Größe simuliert und anschließend aus den unterschiedlichen Größen der Systeme auf das Verhalten des Thermodynamischen Grenzwerts geschlossen.

## Ensemble
Im thermodynamischen Limes sind die Ensembles der statistischen Physik äquivalent.
Im mikrokanonischen Ensemble, dessen gegebene Größen, die innere Energie {\displaystyle E_{MK}}, das Volumen {\displaystyle V} und die Teilchenanzahl {\displaystyle N} sind, ist die Energie und die Teilchenzahl fixiert. Im kanonischen Ensemble ist die Energie nicht fixiert, sondern nur die Temperatur {\displaystyle T}, jedoch gilt für die Fluktuation des Mittelwerts der Energie
{\displaystyle {\frac {\Delta E}{E_{K}}}\propto {\frac {1}{\sqrt {N}}}}.
Im thermodynamischen Limes kann man für das kanonische Ensemble äquivalent zum mikrokanonischen Ensemble somit eine Energie {\displaystyle E_{MK}=\langle E_{K}\rangle } definieren. Die Begründung für die Äquivalenz des großkanonischen Ensembles zum mikrokanonischen und kanonischen Ensemble im thermodynamischen Limes erfolgt analog, wobei auch die veränderliche Teilchenzahl berücksichtigt werden muss.